# Remenat d'ous

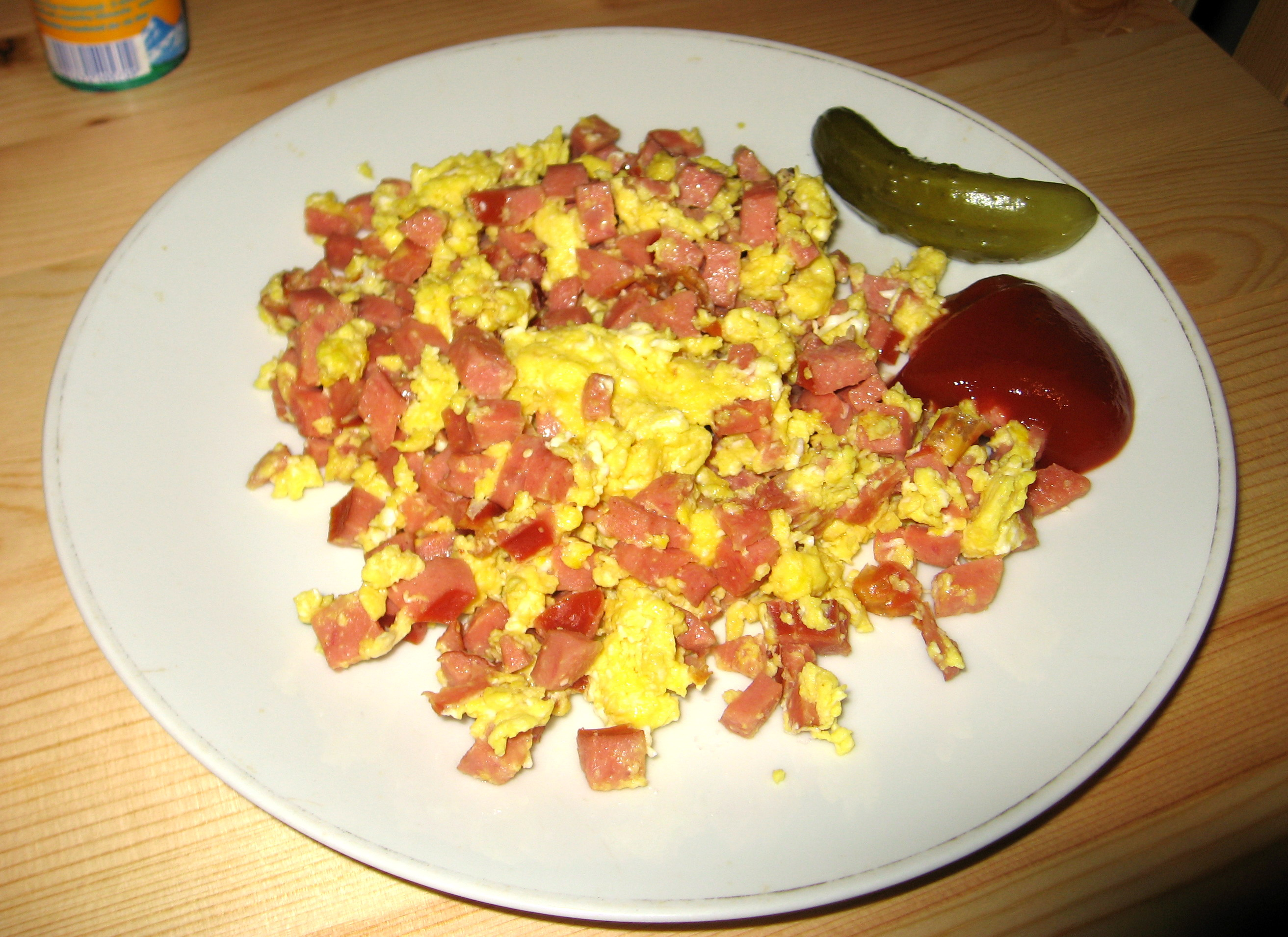
Remenat d'ous amb cansalada a l'estil txec.

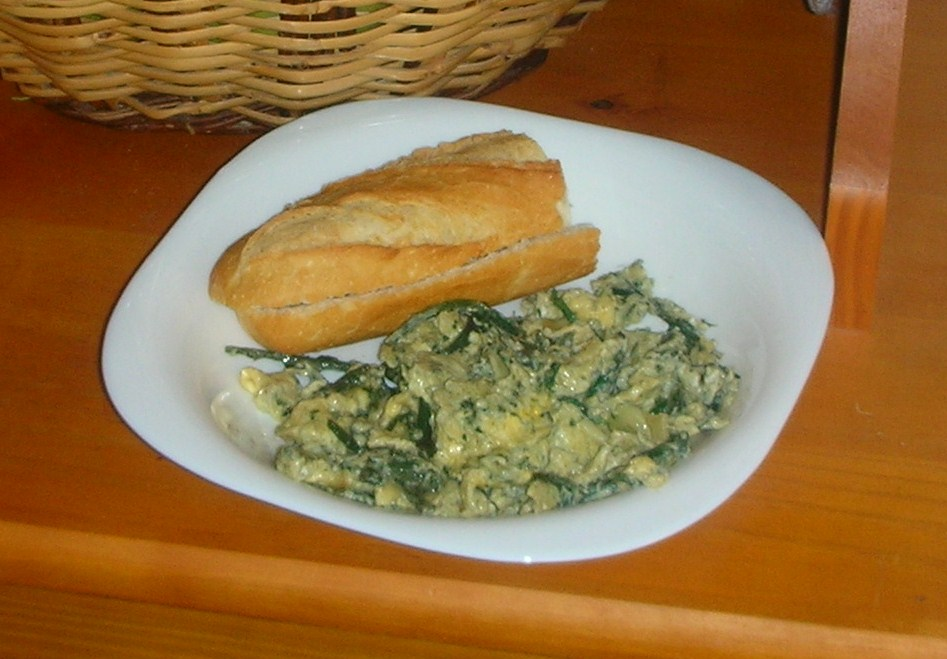
Remenat d'ous amb cardellets i pa

El remenat d'ous, remenat d'ou, els ous remenats o ous menats i ous desmatxats és un plat simple preparat amb ous batuts, amb altres ingredients afegits o no, mentre es cuinen dins d'una paella engreixada amb oli, greix o mantega. Es remena els ous mentre es couen, perquè es mesclin bé amb la tomata o altres ingredients.

## Preparació
Normalment el remenat d'ous es prepara amb ous de pollastre, però hi ha llocs al món on es prepara amb ous d'altres ocells o de tortuga.
Amb la paella calenta es van remenant els ous amb una cullera de fusta fins que el rovell i la clara formin un tot homogeni a mesura que es van coagulant.
Es poden menjar sols o amb formatge ratllat, sal i pebre negre, essent un àpat molt comú a l'hora d'esmorzar en molts països europeus, junt amb les torrades i una tassa de cafè
Per fer un plat més sòlid hom pot afegir ingredients com all, trossets de pernil, cansalada o embotit, espàrrecs tendres, ceba, tomàquet, espinacs o altres fulles comestibles; i també una combinació d'aquests ingredients.
El remenat d'ou i anguiles és una de les especialitats de la gastronomia de la Ribera. A Benidorm és popular l'ou i tomaca, un remenat d'ous amb tomata fregida.